# 宮井芳行
宮井 芳行（みやい よしゆき、1951年7月3日 - ）は、日本の実業家。株式会社ジャパンネット銀行の初代代表取締役社長を務めた。

## 人物・経歴
和歌山県出身。1975年同志社大学経済学部卒業、三井銀行入行。1996年さくら銀行府中支店長。1998年さくら総合研究所環境・高齢社会研究センター部長。1999年さくら銀行総合企画部主席推進役。2000年から初代ジャパンネット銀行代表取締役社長を務め、日本初のネット専業銀行の営業開始にあたった。2002年ジャパンネット銀行顧問。2009年赤ちゃん本舗取締役執行役員。天風会講師、みやい事務所代表等も務めた。